# Anseong
Anseong est une ville de la Corée du Sud, dans la province du Gyeonggi.

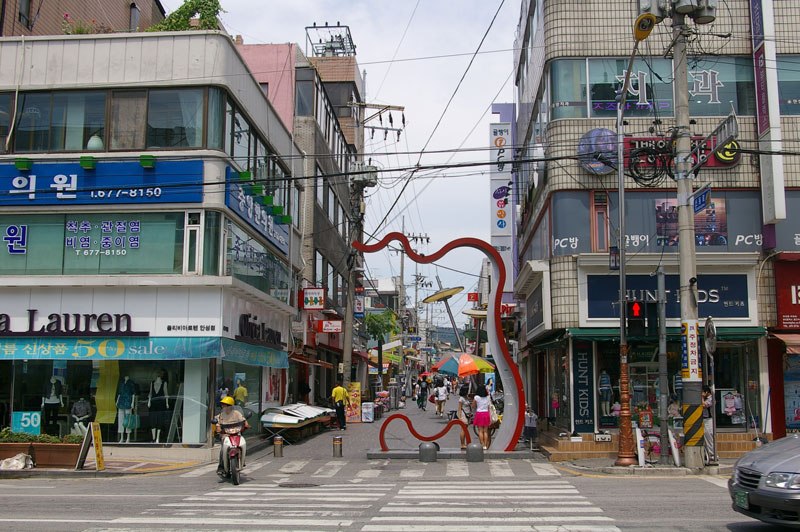
Centre-ville d'Anseong

## Subdivisions administratives
| Name            | Hangeul | Hanja   | Population | Superficie(km²) |
| --------------- | ------- | ------- | ---------- | --------------- |
| Gongdo-eup      | 공도읍  | 孔道邑  | 57 948     | 31,96           |
| Bogae-myeon     | 보개면  | 寶蓋面  | 6 574      | 53,01           |
| Geumgwang-myeon | 금광면  | 金光面  | 8 755      | 71,71           |
| Seoun-myeon     | 서운면  | 瑞雲面  | 4 479      | 36,28           |
| Miyang-myeon    | 미양면  | 薇陽面  | 8 167      | 33,73           |
| Daedeok-myeon   | 대덕면  | 大德面  | 12 606     | 31,16           |
| Yangseong-myeon | 양성면  | 陽城面  | 6 137      | 53,17           |
| Wongok-myeon    | 원곡면  | 元谷面  | 5 607      | 37,83           |
| Gosam-myeon     | 고삼면  | 古三面  | 2 163      | 27,79           |
| Iljuk-myeon     | 일죽면  | 一竹面  | 9 229      | 55,54           |
| Juksan-myeon    | 죽산면  | 竹山面  | 7 842      | 57,26           |
| Samjuk-myeon    | 삼죽면  | 三竹面  | 4 113      | 39,07           |
| Anseong1-dong   | 안성1동 | 安城1洞 | 13 444     | 6,55            |
| Anseong2-dong   | 안성2동 | 安城2洞 | 19 460     | 10,14           |
| Anseong3-dong   | 안성3동 | 安城3洞 | 23 571     | 8,27            |

## Personnalités liées
- Cho Byung-hwa, poète et essayiste
- Chyung Jinkyu, poète
- Kim Soo-yong, réalisateur